# Lillhärdal
Lillhärdal è un'area urbana della Svezia situata nel comune di Härjedalen, contea di Jämtland.
La popolazione rilevata nel censimento 2010 era di 335 abitanti .